# Xanthyris
Xanthyris is een geslacht van vlinders uit de familie van de spanners (Geometridae) en de onderfamilie Sterrhinae.

## Soorten
- Xanthyris flaveolata Linnaeus, 1758
- Xanthyris involuta Bastelberger, 1909
- Xanthyris superba Druce, 1903
- Xanthyris supergressa Bastelberger, 1909